# Карл IX Ваза
Ка́рл IX (швед. Karl IX; 4 жовтня 1550 — 30 жовтня 1611) — король Швеції (1604—1611), принц-регент (1599—1604), представник династії Ваза.

## Життєпис

### Боротьба з Еріком XIV
Був наймолодшим сином Густава I від його другої дружини Маргарети Еріксдотер (Leijonhufvud). У 1560 році він став герцогом Седерманладським. Проте майже відразу почав виступати проти свого кровного брата — короля Еріка XIV, який намагався придушити могутніх феодалів та магнатів. Карл разом із братами Магнусом та Юханом виступив у 1563 році проти королівської влади. Проте цей заколот було придушено. До того ж Юхан одружився з представницею ворога Шведської імперії — Катериною Ягелоннка, сестрою короля Польщі та Великого князя Литовського Сигізмунда II Августа. За це Ерік XIV позбавив Юхана прав спадкоємця трон та запроторив у замок Гріпсгольм, а влада Карла була обмежена.

### Боротьба з Юханом III
Не бажаючи миритися з політикою Еріка XIV, Карл у 1568 році організував новий заколот проти короля, який виявився вдалим — Еріка було повалено, а новим королем став Юхан. З приходом нового короля Карл повернув свої володіння та вплив у державі. Проте стосунки з новим королем у Карла знову не склалися. Це було викликано деякими причинами. Король Юхан зайняв прокатолицьку позицію, намагаючись повернути вплив папи римського та Католицької церкви у Шведській імперії. На противагу цьому Карл підтримував протестантів, зокрема навіть схилявся до кальвінізму. Іншим моментом для конфлікту було намагання Юхана III позбавити впливу заможних магнатів, зокрема й герцога Зедерманландського.
Незважаючи на ці обставини протистояння короля Юхана та герцога Карла не набували відкритого військового протистояння. Ситуація змінилася у 1592 році зі смертю Юхана III. Новим королем Шведської імперії став його син Сигізмунд III, який був ревним католиком. Водночас Сигізмунд був королем Речі Посполитої, де перебував більше свого часу.

### Регент
Фактично Шведською імперією почав керувати герцог Карл та таємна рада. Вони відстоювали завоювання Лютеранської церкви у Шведській імперії. Внаслідок чого Карл Зедерманландський та представники знаті змусили короля Сигізмунда на Соборі в Упсалі у 1593 році визнати зверхність лютеранства у Шведській імперії. Надалі протягом 1593-1595 років герцог Карл намагався з одного боку розширити свій вплив й підтримку у королівстві, а з іншого позбавити ваги середньої шляхти.

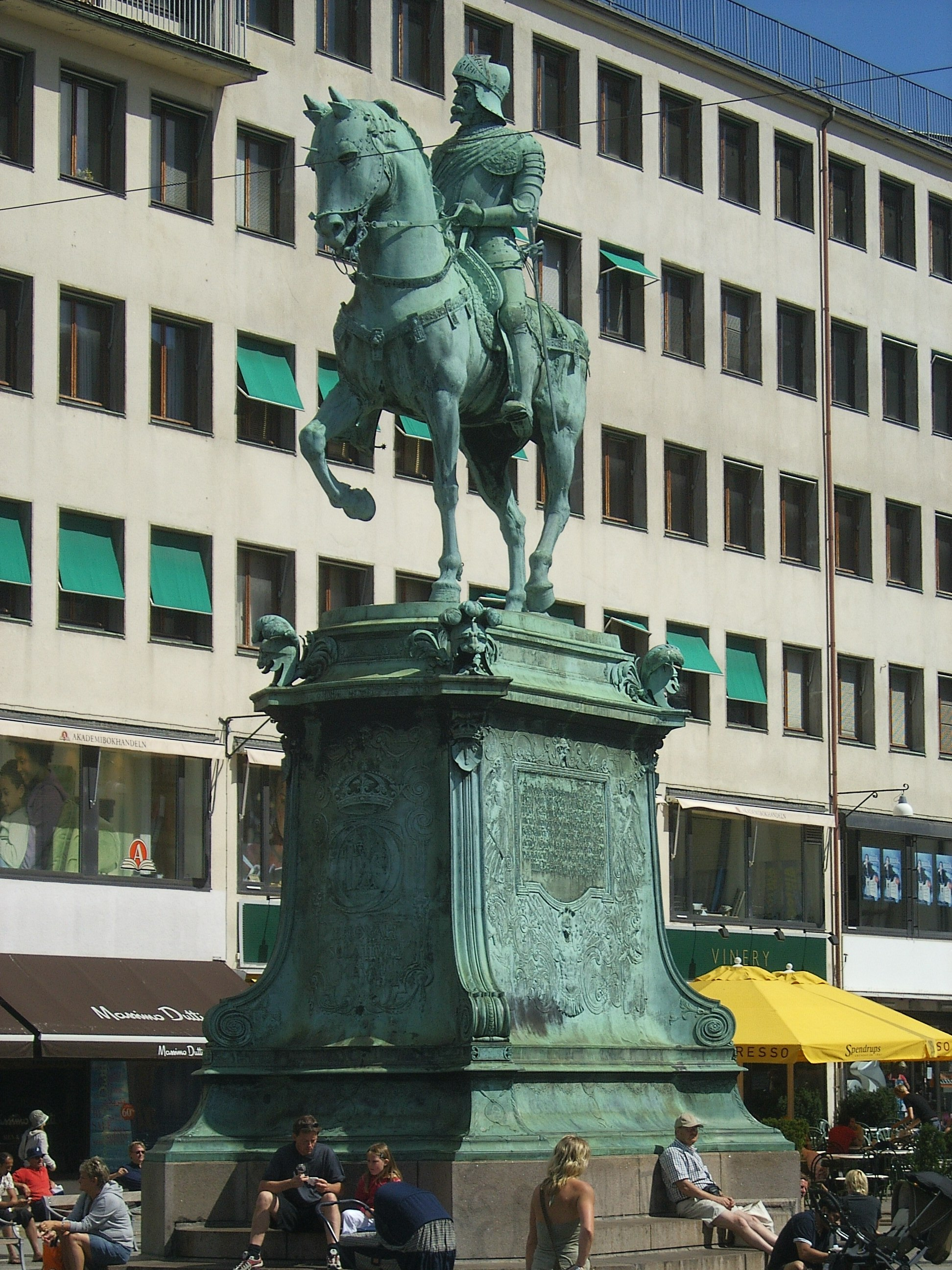
Пам'ятник Карлу IX у Гетеборзі

Водночас накопичувалося невдоволення панування Сигізмунда III у Шведській імперії. Цьому також сприяв Карл, який сам мріяв про владу у королівстві. У 1595 році він набув посаду регента від ріксдагу. Деякий час Сигізмунд III не втручався у події. Але врешті-решт він почав громадянську війну проти Карла Зедерманландського.
У 1598 році король висадився у Шведській імперії зі значним військом. Більшість шведів у цій війні підтримали герцога Карла. І вже 25 вересня того ж року військо під командуванням Карла вщент розбило армію Сигізмунда у битві при Стонгебру. Після цього Карл досить швидко оволодів усією країною, придушивши спротив прихильників Сигізмунда III. У 1599 році ріксдаг оголосив Сигізмунда позбавленим трону.

### Король
Починаючи з 1599 року Карл фактично став на чолі Шведської імперії. Проте тривалий час він не міг коронуватися на короля. Цьому заважало протистояння як з Річчю Посполитою, так і королівством Данія-Норвегія та Московським царством.
Для зміцнення влади Карл стратив найвпливовіших представників аристократії (Лінчепізька «кривава купіль»). Загалом знать та міщани були на боці Карла.
Нарешті 20 березня (за іншими відомостями 22) 1604 року його було короновано новим володарем Шведської імперії.
Сигізмунд Ваза не полишив спроб повернути собі корону — внаслідок цих причин і суперечку за землі сучасної Естонії і Латвії почалася Польсько-шведська війна (1600-1611). Під час цієї війни сталася найвідоміша битва, за двадцять кілометрів від обложенної Риги шведами біля Кірхгольма (1605), котру Карл програв.
Зміцнивши своє становище всередині країни Карл IX Ваза розпочав підготовку до нової військової кампанії у Лівонії. Але у самий розпал цієї війни король раптово помер 30 жовтня 1611 року у Нючепінгу (провінція Зедерманланд).

## Родина
1 Дружина — Анна-Марія (1561—1589), донька Людовига VI, курфюрста Пфальцького
Діти:
- Маргарита (1580—1585)
- Єлизавета (1582—1585)
- Катаріна (1584—1638), дружина Йоганна Казимира, графа Пфальц-Цвайбрюкенського і мати короля Шведської імперії Карла X
- Густав (1587)

2 Дружина — Крістіна (1573—1625), донька Адольфа, герцога Гольштейн-Готорпського
Діти:
- Густав Адольф (1594—1632), король Шведської імперії
- Марія Єлизавета (1596—1618), дружина Юхана Вази, герцога Остгоцького
- Карл Філіп (1601—1622)

Один бастард